# Vaglen
Vaglen (Bulgaars: Въглен) is een dorp in Bulgarije. Zij is gelegen in de gemeente Aksakovo in de oblast  Varna. Het dorp ligt 373 km ten oosten van de hoofdstad Sofia.

## Bevolking
Op 31 december 2019 telde het dorp Vaglen 997 inwoners. In de optionele volkstelling van 2011 identificeerden 721 inwoners zich als etnische Bulgaren (70,13%), terwijl 275 personen de optionele vraag niet beantwoordden. Een groot deel van de bevolking bestaat uit Vlachen. In 2001 bestond meer dan driekwart van de bevolking uit etnische Vlachen. In 1992 bedroeg het aandeel minderheden, waaronder Vlachen, nog 95%. Er vindt dus een proces van culturele assimilatie plaats.
De bevolking van het dorp is relatief jong. Van de 1028 inwoners die in februari 2011 werden geregistreerd, waren er 232 jonger dan 15 jaar oud (23%), terwijl er 92 inwoners van 65 jaar of ouder werden geteld (9%). Het dorp heeft een relatief hoog geboortecijfer (12,8‰) vergeleken met de rest van het land.